# Nick Alfieri
Nicholas James Alfieri (* 27. Mai 1992 in Portland) ist ein ehemaliger US-amerikanisch-italienischer American-Football-Spieler auf der Position des Inside Linebackers, der von Dezember 2015 bis Februar 2023 den Schwäbisch Hall Unicorns in der German Football League (GFL) angehörte.

## Leben

### Herkunft, Ausbildung und Privatleben
Nick Alfieri entstammt einer sportbegeisterten Großfamilie aus dem Großraum Portland im US-Bundesstaat Oregon und ist das zweitälteste von sechs Kindern des Ehepaares Phil und Kelly Alfieri. Beide hatten sich während ihres Studiums an der Oregon State University kennengelernt und 1987 geheiratet.
Sein Vater Phil studierte zwischen 1983 und 1988 Soziologie und Psychologie und spielte als Linebacker für die College-Football-Mannschaft, die Beavers. Nach seinem Studienabschluss stand er von April bis September 1988 im Kader der New York Jets. Anschließend war er bis 2009 in verschiedenen Anstellungen im Personalmanagement- und Versicherungswesen tätig. Seine Mutter Kelly studierte Sportphysiologie. Sie gehörte dem Leichtathletik-Team der Universität an, praktizierte 400-Meter-Hürdenlauf und nahm zweimal an den Pac-10-Meisterschaften teil. Ihren Berufseinstieg fand sie am Human Performance Laboratory der Oregon Health & Science University. Seit 2008 ist sie Direktorin der Catholic Youth Organization und seit 2011 arbeitet sie als stellvertretende Leiterin des Sportprogramms an der dem Erzbistum Portland angeschlossenen Valley Catholic School in Beaverton.
Sein Bruder Joey spielte Football an der Stanford University und stand später bei NFL-Mannschaften unter Vertrag. Auch die übrigen Brüder zog es in den Leistungsfootball: Andy schaffte den Sprung in die Footballmannschaft der University of California, Berkeley, Bruder Mikey ging an die Oregon State University, Anthony gehörte 2017 der zweiten Mannschaft der Schwäbisch Hall Unicorns an. Schwester Jamie wurde beruflich im Bereich Football als Schiedsrichteransetzerin der Pac-12 Conference tätig.
Zunächst besuchte Nick Alfieri die Valley Catholic School in Beaverton, später bis 2010 im selben Ort die Jesuit High School und wechselte dann noch für ein Jahr an die Hotchkiss School in Lakeville (Connecticut). In der Folge immatrikulierte er sich an der Georgetown University in Washington, D.C. und studierte an der dortigen McDonough School of Business zwischen 2011 und Mai 2015 das Fach Marketing. In diesem Zeitraum engagierte er sich in der Kinderkrebshilfe der Friends of Jaclyn Foundation sowie als Mentor im Leseförderprogramm DC Reads. Im Sommer 2015 nahm er ein Studium an der USC School of Cinematic Arts in Los Angeles auf, brach es allerdings nach nur einem Semester zugunsten seiner sportlichen Karriere in Deutschland wieder ab.
Im Juli 2017 erhielt er die italienische Staatsbürgerschaft und ist somit EU-Bürger. Dies ist aufgrund einer speziellen Regelung möglich: Sein Urgroßvater väterlicherseits wanderte von Italien in die Vereinigten Staaten aus, nahm die US-amerikanische Staatsbürgerschaft allerdings erst an, nachdem sein Sohn – Nick Alfieris Großvater – geboren war. Somit sind alle Nachfahren zum Führen der italienischen Staatsbürgerschaft berechtigt, da sie direkt von einem Italiener abstammen.

### Sportliche Karriere im Verein
Nick Alfieri absolvierte seine ersten American-Football-Spiele im Sportprogramm der Catholic Youth Organization an der Valley Catholic School. Später wurde er in die Schulmannschaft, die Valiants, aufgenommen. Diese spielen unter dem Dach der Oregon School Activities Association (OSAA) in der 4A-klassifizierten Cowapa League. Nach seinem Wechsel an die Jesuit High School war Alfieri bei den dortigen Crusaders innerhalb der 6A-Klassifikation in der Metro League aktiv, die gemeinhin als die stärkste Schulliga Oregons gilt und ein Zusammenschluss von damals sechs Schulen im Westen der Portland-Metropolregion ist. Dort war er am Gewinn des Metro League-Titels 2009 sowie am Erreichen des Finales um die bundesstaatsweite 6A-Meisterschaft beteiligt. Dieses am 12. Dezember 2009 im Reser Stadium in Corvallis ausgetragene Endspiel verloren die Crusaders allerdings mit 43:50 gegen die Irish von der Sheldon High School in Eugene. Während seiner Ausbildung an der Hotchkiss School spielte er anschließend mit den Bearcats in der Founders League, die vom New England Preparatory School Athletic Council (NEPSAC) organisiert wird.
Nachdem er mit einem Sportstipendium an der Georgetown University aufgenommen worden war, schloss er sich der Hochmannschaft Hoyas an, die zur National Collegiate Athletic Association (NCAA) gehört und in der Patriot League spielt, die der Division I Football Championship Subdivision (FCS) zugeordnet ist – gewissermaßen der zweiten Liga im College-Football nach der NCAA Division I Football Bowl Subdivision (FBS). In seiner ersten Saison 2011, als Freshman, wurde er auf der Position des Linebackers und in den Special Teams eingesetzt. Später spielte er sowohl als Linebacker als auch als Defensive Back und Safety, was dem Trainer vielseitigere Möglichkeiten in der Defense gab. Zur Saison 2014, er war inzwischen Senior, ernannte man ihn zum Mannschaftskapitän. Ihm gelangen in diesem Jahr die zweitmeisten Tackles in der Patriot League. Während der vier Saisons zwischen 2011 und 2014 hatten die Hoyas 44 Spiele bestritten, von denen Alfieri an 41 teilnahm. Man gewann 18 Partien, verlor 26 und verpasste in dieser Zeit stets die Play-offs. Für Nick Alfieri selbst verlief die Zeit im College-Football allerdings durchaus erfolgreich: Er erreichte insgesamt 322 Tackles und war damit erst der dritte Athlet in der Geschichte der Hoyas, der die Marke von 300 übertraf.
Am 16. Dezember 2015 gaben die Schwäbisch Hall Unicorns die Verpflichtung Alfieris bekannt, er gab zu Saisonbeginn am 16. April 2016 beim 26:21-Heimsieg gegen Frankfurt Universe seinen Einstand in der GFL. In Alfieris erster Spielzeit gewannen die Unicorns sämtliche Spiele der Hauptrunde und mussten sich erst im German Bowl XXXVIII den New Yorker Lions mit 20:31 geschlagen geben. Auch 2017 und 2018 siegten sie in allen Partien, diesmal sogar in den Endspielen zur deutschen Meisterschaft – 2017 erkämpfte man sich den German Bowl XXXIX mit 14:13 gegen die New Yorker Lions und 2018 wurde im German Bowl XL  Frankfurt Universe 21:19 geschlagen. In beiden Saisons führte Alfieri die Tackle-Statistik seiner Mannschaft an. Im Herbst 2018 erhielt er ein Angebot vom Florenzer Verein Firenze Guelfi aus der Italian Football League, lehnte es jedoch ab und erklärte am 6. November, dass er ein weiteres Jahr für die Unicorns spielen werde.
Mit dem 63:21-Auswärtssieg bei den Stuttgart Scorpions am 15. Juni 2019 gewannen die Unicorns ihr 41. Spiel hintereinander. Sie brachen damit den bisherigen Rekord des THW Kiel für die längste Siegesserie in deutschen Bundesligen (= höchsten Ligen) für Mannschaftssportarten. Die Serie hatte am 30. April 2017 (erstes Spiel der entsprechenden Saison) begonnen und die Haller konnten sie bis zum 28. September 2019, dem Play-off-Halbfinale gegen die Dresden Monarchs, noch auf 50 Siege ausbauen. Mitte Oktober endete die Erfolgssträhne ausgerechnet im German Bowl XLI, als Alfieri und die Unicorns 7:10 gegen die New Yorker Lions verloren. Wenige Tage später gab Alfieri am 18. Oktober 2019 bekannt, sich auch 2020 und somit für eine fünfte Saison an die Schwäbisch Hall Unicorns zu binden. Die Spielzeit 2020 wurde jedoch infolge der COVID-19-Pandemie abgesagt. In der darauffolgenden Saison 2021 strukturierte man – noch immer unter dem Einfluss der Pandemie – die Spielpläne um, sodass sich für die Unicorns lediglich zehn statt der üblichen 14 Spiele in der Hauptrunde ergaben. Diese konnten sämtlich gewonnen werden. Alfieri absolvierte bis auf eine Partie alle Spiele und ihm gelangen 76 Solo-Tackles, womit er die vereinsinterne Saisonstatistik mit Abstand anführte. Allerdings verloren die Unicorns am 9. Oktober 2021 den German Bowl XLII mit 19:28 gegen die Dresden Monarchs.
In der Saison 2022 war Alfieri längere Zeit verletzt, wurde aber mit Schwäbisch Hall wieder deutscher Meister, zur Mannschaft gehörte auch sein Bruder Mikey.

### Nationalmannschaft
Abseits des Ligabetriebes rückte Alfieri durch die Erlangung der italienischen Staatsbürgerschaft auch in das Blickfeld der dortigen Verbandsvertreter. So wurde er beispielsweise im Januar 2018 sowie im Juli 2019 vom Dachverband Federazione Italiana di American Football zu drei Lehrgängen für die italienische Nationalmannschaft eingeladen. Im August 2021 reiste er zum Halbfinale der Europameisterschaft. Dem in Piacenza geplanten Spiel gegen die französische Nationalmannschaft ging ein mehrtägiges Trainingslager in La Spezia voraus. Am Spieltag selbst wurde die Partie jedoch abgesagt, da bei mehreren Mitgliedern der französischen Delegation Ansteckungen mit COVID-19 verzeichnet wurden. Beim Ende Oktober 2021 in Malmö ausgetragenen Europameisterschaftsendspiel gewann Alfieri mit der italienischen Mannschaft 41:14 und wurde damit Europameister.

### Verletzungen
Alfieri galt als einer der stärksten Linebacker der GFL. Gleichwohl konnte er sein Potential nicht immer voll ausschöpfen, da er in seiner Karriere wiederholt von Verletzungen zurückgeworfen worden ist, die ihn zu langen Pausen zwangen. So absolvierte er beispielsweise in den GFL-Saisons 2016 und 2019 verletzungsbedingt nur jeweils acht der 17 Saisonspiele.
Während seiner Zeit bei den Georgetown Hoyas zog er sich am 7. September 2013 beim 42:6-Heimsieg gegen die Davidson Wildcats eine Verletzung zu und fiel für zwei Spiele aus.
Seine erste Saison in der GFL wurde schon früh von einer schweren Verletzung unterbrochen: Im vierten Spiel, dem 37:14-Heimsieg gegen die Saarland Hurricanes am 28. Mai 2016, zog er sich bereits im zweiten Spielzug der Partie einen Bruch des linken Schlüsselbeines zu. Nach Operation und Genesung lief er erst am 3. September beim 35:28-Auswärtssieg gegen Frankfurt Universe – dem letzten Spiel der Hauptrunde – wieder für die Unicorns auf. Die letzten zwei Spiele der Regular Season 2018 sowie das Play-off-Viertelfinale gegen die Cologne Crocodiles verpasste er wegen eines Muskelfaserrisses. Im German Bowl XL, den die Unicorns am 13. Oktober 2018 gegen Frankfurt Universe gewannen, brach er sich dann den rechten Zeigefinger; diese Verletzung konnte er allerdings in der anschließenden spielfreien Zeit auskurieren. Am 28. Juni 2019 war Alfieri im Stadtgebiet von Schwäbisch Hall auf dem Weg zum Training unverschuldet in einen Verkehrsunfall verwickelt, als er auf seinem Motorroller in einem Kreisverkehr von einem Auto angefahren wurde. Er brach sich den rechten großen Zeh, verpasste daraufhin sechs Spiele und kam erst am 21. September im Play-off-Viertelfinale gegen die Berlin Rebels wieder zum Einsatz.
Im Juni 2022 erlitt er eine Knieverletzung. Im September 2022 kehrte er auf das Spielfeld zurück.

### Berufsleben außerhalb des Sportes
Alfieri beabsichtigt, nach dem Ende seiner Football-Karriere als Filmemacher tätig zu sein. In der Highschool zeichnete er für die Highlight-Zusammenschnitte der Football-Spiele verantwortlich. Während seines Studiums an der Georgetown University drehte er mehrere Kurzfilme, von denen Gray Areas beim Georgetown Film Festival 2014 in der Kategorie „Best Dramatic Film“ prämiert wurde. Im Sommer desselben Jahres arbeitete Alfieri kurzzeitig für die kleine Produktionsfirma Sky Studios in Portland, die sich auf Werbe- und Eventfilme spezialisiert hat. In den letzten Wochen seines Studiums wirkte er zudem als Co-Produzent des Buddy-Films Lady-Like, der im Mai 2015 von Brent Craft in Georgetown gedreht wurde.
Ab März 2016 arbeitete Alfieri an seinem eineinhalbstündigen Dokumentarfilm Unicorn Town. Dieser behandelt hauptsächlich den Verlauf der GFL-Saison 2016 aus Sicht der Schwäbisch Hall Unicorns, beschreibt aber auch das Leben der Spieler in der Stadt sowie das Umfeld des Vereines. Brent Craft wirkte als Co-Produzent und im Januar 2019 wurde bekannt, dass der NFL-Runningback Christian McCaffrey als Produzent einsteigt. Er war an der Stanford University Mitbewohner von Nicks Bruder Joey und wurde so auf das Projekt aufmerksam. Alfieri und Craft zeigten am 24. Juni 2019 in Schwäbisch Hall vor mehr als 300 Zuschauern eine Vorabfassung des Filmes.
Darüber hinaus gibt Alfieri auf seinem YouTube-Kanal NALF seit dem 29. März 2016 Einblick in seinen sportlichen und privaten Alltag als ausländischer American-Football-Spieler in Deutschland.
Im August 2022 veröffentlichte Alfieri als Produzent, Regisseur und Hauptdarsteller den Film Unicorn Town, der den Betrieb und das Innenleben der American-Football-Mannschaft aus der Kleinstadt Schwäbisch Hall zeigt.

## Erfolge
Erfolge mit dem Verein
- German Bowl: 2017, 2018, 2022
- CEFL Bowl: 2021
- German-Bowl-Finalist: 2016, 2019, 2021

Erfolge mit der Nationalmannschaft
- Europameister: 2021

Persönliche Auszeichnungen
- Sechs Varsity Letters (3 × American Football, 3 × Laufen)
- 2010: Jesuit High School Most Improved Player
- 2010: All-Metro League Second Team
- 2011: Hotchkiss School Most Outstanding Player Award
- 2011: All New England Team
- 2011: Founders League All Star
- 2011: Patriot League Academic Honor Roll
- 2012: CoSIDA Academic All-District Division I Football Team
- 2013: All-Patriot League Second Team
- 2014: Preseason All-Patriot League Football Team
- 2014: USA College Football FCS Preseason All-American Third Team
- 2014: Corvias Patriot League Defensive Player of the Week (KW 38 & KW 45)
- 2014: USA College Football FCS National Linebacker of the Week (KW 38)
- 2014: All-Patriot League First Team
- 2014: Joe Eacobacci № 35 Memorial Jersey

## Statistik
| Größe  | Gewicht | 40 Yard Dash (≙ 36,6 m) | Bankdrücken (84 kg) | Standhochsprung |
| ------ | ------- | ----------------------- | ------------------- | --------------- |
| 182 cm | 102 kg  | 4,65 s                  | 21 Wiederholungen   | 88,9 cm         |

| Saison | Verein                          | Liga                            | Spiele                                               | S – U – N                                            | Tackles                                              | Tackles                                              | Tackles                                              | Tackles                                              | Sacks                                                | Pass Defense                                         | Pass Defense                                         | Pass Defense                                         | Pass Defense                                         | Fumbles                                              | Fumbles                                              |
| Saison | Verein                          | Liga                            | Spiele                                               | S – U – N                                            | Solo                                                 | Ast                                                  | Total                                                | TFL-Yds                                              | №-Yds                                                | Int-Yds                                              | BU                                                   | PD                                                   | Qbh                                                  | Rcv-Yds                                              | FF                                                   |
| ------ | ------------------------------- | ------------------------------- | ---------------------------------------------------- | ---------------------------------------------------- | ---------------------------------------------------- | ---------------------------------------------------- | ---------------------------------------------------- | ---------------------------------------------------- | ---------------------------------------------------- | ---------------------------------------------------- | ---------------------------------------------------- | ---------------------------------------------------- | ---------------------------------------------------- | ---------------------------------------------------- | ---------------------------------------------------- |
| 2011   | Georgetown Hoyas                | Patriot League                  | 11 (11)                                              | 08 – 0 – 3                                           |                                                      |                                                      | 033                                                  |                                                      |                                                      |                                                      |                                                      |                                                      |                                                      | 1 - 0                                                |                                                      |
| 2012   | Georgetown Hoyas                | Patriot League                  | 11 (11)                                              | 05 – 0 – 6                                           |                                                      |                                                      | 091                                                  |                                                      | 0,5 -                                                | 1 - 34                                               |                                                      |                                                      |                                                      | 1 - 0                                                | 1                                                    |
| 2013   | Georgetown Hoyas                | Patriot League                  | 09 (11)                                              | 02 – 0 – 9                                           |                                                      |                                                      | 092                                                  | 7,5 -                                                | 1,5 -                                                | 1 - 0                                                |                                                      |                                                      |                                                      |                                                      | 2                                                    |
| 2014   | Georgetown Hoyas                | Patriot League                  | 10 (11)                                              | 03 – 0 – 8                                           | 46                                                   | 60                                                   | 106                                                  | 05 - 11                                              | 0,5 - 4                                              | 1 - 42                                               |                                                      |                                                      |                                                      |                                                      | 1                                                    |
| 2015   | kein American Football gespielt | kein American Football gespielt | kein American Football gespielt                      | kein American Football gespielt                      | kein American Football gespielt                      | kein American Football gespielt                      | kein American Football gespielt                      | kein American Football gespielt                      | kein American Football gespielt                      | kein American Football gespielt                      | kein American Football gespielt                      | kein American Football gespielt                      | kein American Football gespielt                      | kein American Football gespielt                      | kein American Football gespielt                      |
| 2016   | Schwäbisch Hall Unicorns        | German Football League          | 08 (17)                                              | 16 – 0 – 1                                           | 24                                                   | 32                                                   | 056                                                  | 07 - 14                                              | 0 - 0                                                | 2 - 86                                               | 3                                                    | 5                                                    | 0                                                    | 0 - 0                                                | 0                                                    |
| 2017   | Schwäbisch Hall Unicorns        | German Football League          | 13 (17)                                              | 17 – 0 – 0                                           | 41                                                   | 57                                                   | 098                                                  | 18 - 63                                              | 7 - 49                                               | 3 - 49                                               | 1                                                    | 4                                                    | 0                                                    | 0 - 0                                                | 0                                                    |
| 2018   | Schwäbisch Hall Unicorns        | German Football League          | 14 (17)                                              | 17 – 0 – 0                                           | 43                                                   | 40                                                   | 083                                                  | 06 - 22                                              | 1 - 10                                               | 0 - 0                                                | 6                                                    | 6                                                    | 0                                                    | 2 - 87                                               | 0                                                    |
| 2019   | Schwäbisch Hall Unicorns        | German Football League          | 08 (17)                                              | 16 – 0 – 1                                           | 20                                                   | 31                                                   | 051                                                  | 03 - 04                                              | 0 - 0                                                | 0 - 0                                                | 1                                                    | 1                                                    | 0                                                    | 0 - 0                                                | 1                                                    |
| 2020   | Schwäbisch Hall Unicorns        | German Football League          | Saison wurde infolge der COVID-19-Pandemie abgesagt. | Saison wurde infolge der COVID-19-Pandemie abgesagt. | Saison wurde infolge der COVID-19-Pandemie abgesagt. | Saison wurde infolge der COVID-19-Pandemie abgesagt. | Saison wurde infolge der COVID-19-Pandemie abgesagt. | Saison wurde infolge der COVID-19-Pandemie abgesagt. | Saison wurde infolge der COVID-19-Pandemie abgesagt. | Saison wurde infolge der COVID-19-Pandemie abgesagt. | Saison wurde infolge der COVID-19-Pandemie abgesagt. | Saison wurde infolge der COVID-19-Pandemie abgesagt. | Saison wurde infolge der COVID-19-Pandemie abgesagt. | Saison wurde infolge der COVID-19-Pandemie abgesagt. | Saison wurde infolge der COVID-19-Pandemie abgesagt. |
| 2021   | Schwäbisch Hall Unicorns        | German Football League          | 12 (13)                                              | 12 – 0 – 1                                           | 40                                                   | 36                                                   | 076                                                  | 10 - 28                                              | 3 - 21                                               | 0 - 0                                                | 0                                                    | 0                                                    | 0                                                    | 0 - 0                                                | 0                                                    |
| 2022   | Schwäbisch Hall Unicorns        | German Football League          | 06 (13)                                              | 13 – 0 – 0                                           | 13                                                   | 20                                                   | 033                                                  | 08 - 35                                              | 1 - 24                                               | 0 - 0                                                | 1                                                    | 1                                                    | 0                                                    | 1 - 0                                                | 0                                                    |

- Spiele: Anzahl der von Alfieri in der jeweiligen Saison absolvierten Partien. Die Zahl in den Klammern gibt an, wie viele Spiele die Teams jeweils bestritten.
- S – U – N: Anzahl der Siege, Unentschieden und Niederlagen.
- Solo: Anzahl der alleinigen Tackles.
- Ast = Assisted tackles: Anzahl der Tackles, an denen Alfieri nicht alleine beteiligt war.
- Total: Summe der Tackles aus den beiden vorherigen Werten.
- TFL-Yds =Tackle for loss-Yards: Anzahl der Alfieri gelungenen Tackles for loss und Höhe des dadurch den gegnerischen Teams entstandenen Yard-Verlustes. Tackles for loss beenden Laufversuche des gegnerischen Quarterbacks oder eines anderen gegnerischen Spielers hinter der Line of Scrimmage.
- №-Yds: Anzahl der Alfieri gelungenen Sacks und Höhe des dadurch den gegnerischen Teams entstandenen Yard-Verlustes.
- Int-Yds = Interceptions-Yards: Anzahl der Alfieri gelungenen Interceptions und Höhe des dadurch den gegnerischen Teams entstandenen Yard-Verlustes.
- BU = Passes broken up: Anzahl der von Alfieri unterbrochenen Pässe, die nicht in einer Interception endeten.
- PD = Passes defended: Anzahl der von Alfieri abgewehrten Pässe (Summe aus Int + BU).
- Qbh = Quarterback hurry: Anzahl der von Alfieri erzwungenen Quarterback hurries. Ein Quarterback hurry ist gegeben, wenn der Defense-Spieler höchstens drei Sekunden nach dem Snap derart Druck auf den Quarterback ausübt, dass dieser sich nicht richtig positionieren kann oder den Spielzug durch schnelles Abknien beenden muss.
- Rcv-Yds
- FF = Forced fumbles: Anzahl der von Alfieri erzwungenen Forced fumbles, bei denen ein Offensiv-Spieler Football den Football aus seinem Griff verliert.